# Dolmen de Séchebec
Le dolmen de Séchebec est un dolmen situé dans la commune de Cognac dans le département de la Charente, en France. 

## Historique
L'édifice a été pillé et en partie démembré dès l'époque romaine. D'après A. Cousset au XVe siècle l'édifice servait de repère de bornage. Le dolmen de Séchebec a été classé monument historique le 13 mars 1930. Il a été fouillé en 1958 par Claude Burnez puis restauré par la ville de Cognac. 

## Description
La chambre sépulcrale mesure 2,40 m sur 4,80 m pour une hauteur sous dalle à l'origine d'environ 1,60 m comme l'attestent les deux piliers retrouvés en place. La chambre était délimitée par cinq orthostates reposant dans une tranchée de fondation. La plupart des orthostates ne dépassant pas 1 m de hauteur, la différence de hauteur avec les deux plus grands devait être comblée par un empilement de pierres sèches. La table de couverture qui recouvre l'ensemble est brisée en deux parties. Le sol de la chambre fut grossièrement aplani. Aucune trace du tumulus n'a été découverte.
Selon Claude Burnez, il s'agirait d'un dolmen de type angevin, mais aucune trace de portique n'ayant été retrouvée Roger Joussaume y voit plutôt une variante locale du type angoumoisin.
A l'issue des fouilles, le dolmen fut restauré par la ville de Cognac, mais sans respecter ni son aspect ni son architecture d'origine.

## Matériel archéologique
Les ossements humains retrouvés correspondent à une dizaine d'adultes et quatre enfants au moins.
Le matériel lithique découvert correspond à soixante-deux outils en silex (pointes de flèches, couteaux, éclats, lames, grattoir) et un fragment de meule dormante. Deux poinçons et un fragments d'un troisième composaient l'outillage en os. Les éléments de parure retrouvés se composent d'une centaine de dentales, de coquillages (nucella lapillus, de trois perles en calcaire à perforation biconique et d'un fragment d'ocre. Selon les fouilleurs, la construction du dolmen pourrait dater du Peu-richardien mais il aurait été réutilisé durant la période campaniforme. 
Le mobilier découvert est conservé au musée d'art et d'histoire de Cognac.